# Amerigo Pispoli
Amerigo Pispoli (Arezzo, 21 novembre 1901 – Arezzo, 20 dicembre 1980) è stato un politico italiano.

## Biografia
Veterinario condotto, è un fascista della prima ora e squadrista e come tale prende parte alla marcia su Roma. Negli anni del regime è segretario del GUF aretino e membro del direttorio nazionale dell'Opera nazionale balilla. Vice-podestà di Arezzo dal 1935 al 1939 rappresenta gli interessi della città nella commissione amministratrice degli ospedali riuniti e nel consiglio di amministrazione della Ferrovia Arezzo-Sinalunga. Nel 1939 è nominato federale di Siracusa, nel 1943 assume la stessa carica a Grosseto. Dopo la caduta del fascismo si schiera dalla parte del governo Badoglio e combatte contro i tedeschi nel Regio esercito. Nel dopoguerra, dopo il processo di epurazione da cui esce assolto, torna alla sua professione e collabora con l'Accademia F. Petrarca fino alla scomparsa.